# Phrixothrix heydeni
Phrixothrix heydeni là một loài bọ cánh cứng trong họ Phengodidae. Loài này được Olivier miêu tả khoa học năm 1910.